# Hjulet (TV-program)
Hjulet är ett underhållningsprogram som började sändas på TV4 och C More den 13 april 2022. Programledare för programmet är Petra Mede och är baserat på det brittiska programmet The Wheel.

## Upplägg
I programmet deltar sex kändisar i frågesport där de hjälper slumpvist utvalda tävlande att vinna potten på 500 000 kronor. Det finns tre deltagare som snurras i ett hjul för att utse vem av dem som ska tävla i varje runda. Alla sex kändisar är experter inom ett visst område. Den utvalda deltagaren väljer ett av sex ämnen som den vill tävla i. Experten blir guldmärkt och deltagaren får välja en av experterna de inte tror kan särskilt mycket om just det ämnet. Sedan snurras experthjulet. Om markören landar på en panelmedlem som inte är expert inom det området, är frågan bara värd 20,000kr om det blir rätt svar. Om markören landar på experten inom det ämnet, är frågan värd dubbelt så mycket pengar, alltså 40,000kr. Om markören däremot landar på den rödmärkta panelmedlemmen, får de inte svara på frågan alls. Under varje omgång får alla experter låsa in sina svar. Detta används sedan i finalen. Deltagaren får välja bland tre av experterna att tävla med i finalen. Den panelmedlem som fått flest poäng, den panelmedlem som fått tredje flest poäng och den panelmedlem som fått minst poäng. Om deltagaren väljer den expert med flest röster, har den chans att vinna hälften av alla ihopsamlade pengar. Väljer deltagaren den expert som fått tredje flest poäng, kan den vinna den exakta summan av ihopsamlade pengar. Väljer deltagaren den expert med minst rätt, har den chans att vinna den dubbla summan av de ihopsamlade pengarna. Om deltagaren svarar fel, vinner den däremot inga pengar alls.

## Panel
Källa:
| Nr  | Experter / Ämnesområden    | Experter / Ämnesområden | Experter / Ämnesområden | Experter / Ämnesområden | Experter / Ämnesområden     | Experter / Ämnesområden | Sändningsdatum |
| --- | -------------------------- | ----------------------- | ----------------------- | ----------------------- | --------------------------- | ----------------------- | -------------- |
| 1:1 | Markus Aujalay             | Sanna Lundell           | Andreas Lundstedt       | Rennie Mirro            | Alexandra Pascalidou        | Maria Wetterstrand      | 13 april 2022  |
| 1:1 | Mat                        | Psykologi               | Disco                   | 80- och 90-talsfilmer   | Grekisk mytologi            | Politik                 | 13 april 2022  |
| 1:2 | Emilia de Poret            | Tobias Karlsson         | Lotta Schelin           | Daniel Hallberg         | Johanna Lind Bagge          | Roy Fares               | 20 april 2022  |
| 1:2 | Mode                       | Geografi                | Fotboll                 | Minecraft               | Hudvård och skönhet         | Bakning                 | 20 april 2022  |
| 1:3 | Morgan Alling              | Linda Bengtzing         | Lisen Bratt Fredricson  | Keyyo                   | Marko "Markoolio" Lehtosalo | Gustav Mandelmann       | 27 april 2022  |
| 1:3 | Charlie Chaplin            | Melodifestivalen        | Hästsport               | Vänner                  | Markoolio                   | Lantdjur                | 27 april 2022  |
| 1:4 | Hanna Dorsin               | Karl Dyall              | Alexander Kronlund      | Sofia Mattsson          | Edward af Sillén            | Gert Wingårdh           | 4 maj 2022     |
| 1:4 | Körsång                    | Träning                 | Andra världskriget      | Brottning               | Film                        | Arkitektur              | 4 maj 2022     |
| 1:5 | Lotta Engberg              | Zeina Mourtada          | Mikael Sandström        | Carin Da Silva          | Bobby Oduncu                | Michel Tornéus          | 11 maj 2022    |
| 1:5 | Musikteori                 | Mellanöstern            | Medicin                 | Hundar                  | Hår                         | Friidrott               | 11 maj 2022    |
| 1:6 | Jessica Andersson          | Suzanne Axell           | Tusse Chiza             | Niklas Engdahl          | Maria Nohra                 | Amadeus Söögard         | 18 maj 2022    |
| 1:6 | 80-talsmusik, pop och rock | Historia                | Harry Potter            | Golf                    | Dejting                     | Bibeln                  | 18 maj 2022    |
| 1:7 | Frida Boisen               | Mikkey Dee              | Emma Green              | Axel Pileby             | Edvin Törnblom              | Madeleine Westin        | 25 maj 2022    |
| 1:7 | Astrid Lindgren            | Hårdrock                | Yoga                    | Svenska 90-talssåpor    | Influencers                 | Väder                   | 25 maj 2022    |
| 1:8 | Kalle Moraeus              | Magdalena Kowalczyk     | Thomas Ravelli          | Mange Schmidt           | Magnus Skogsberg Tear       | Klara Svensson          | 1 juni 2022    |
| 1:8 | Jakt                       | Privatekonomi           | Sjukdomar               | Hip Hop                 | Design                      | Boxning                 | 1 juni 2022    |